# Кормак, Питер
Пи́тер Ба́рр Ко́рмак (англ. Peter Barr Cormack; 17 июля 1946, Эдинбург — 10 октября 2024, Эдинбург) — шотландский футболист и футбольный тренер, участник чемпионата мира по футболу 1974 года.

## Биография

### Клубная карьера
Кормак начинал карьеру в «Хиберниане», за который дебютировал в ноябре 1962 года в матче против «Эйрдрионианс». В составе «Хиберниана» Кормак отыграл 182 матча и забил 75 голов в чемпионате страны.
В марте 1970 года Кормак перешёл в «Ноттингем Форест», в составе которого отыграл два сезона, сыграв 74 матча и забил 15 голов. В июле 1972 года присоединился к «Ливерпулю», который тренировал знаменитый Билл Шенкли. В новой команде дебютировал 2 сентября 1972 года в матче против «Дерби Каунти», который «Ливерпуль» проиграл со счётом 2:1. В своём первом сезоне за «красных» Кормак выиграл чемпионский титул и Кубок УЕФА в 1973 году. В следующем сезоне «Ливерпуль» выиграл Кубок Англии после победы над «Ньюкаслом» со счётом 3:0 и Кормак был одним из ключевых игроков.
Кормак продолжал оставаться ключевым игроком «красных» и при Бобе Пейсли, но в декабре 1975 года он получил тяжёлую травму коленного хряща. В течение долгого времени он восстанавливался от травмы и в ноябре 1976 года, покинул «Ливерпуль», сыграв во всех турнирах 178 матчей и забил 26 голов. Он присоединился к клубу «Бристоль Сити»; сумма перехода составила 50 000 фунтов стерлингов. В составе «зарянок» он отыграл четыре сезона, сыграв 67 матчей и забил 15 голов, а также выиграл Англо-шотландский кубок 1978 года.
В феврале 1980 года вернулся в «Хиберниан», где его одноклубником был Джордж Бест и сыграл 20 матчей, забив один гол. Последним клубом для него стал «Партик Тисл», где он сыграл один матч и завершил карьеру игрока.

### Карьера в сборной
В составе сборной Шотландии был в заявке на чемпионат мира 1974 года, но на турнире не играл. Всего за сборную Шотландии сыграл 9 матчей и не забил ни одного мяча.

### Тренерская карьера
С 1980 по 1984 год работал главным тренером клуба «Партик Тисл», с которым вылетел из Высшей лиги в 1982 году, но не смог помочь команде вернуться в элитный дивизион.
Затем он работал главным тренером кипрского «Анортосиса» (1985—1986), сборной Ботсваны (1986—1987), «Кауденбит» (2000) и «Гринок Мортон» (2000—2002).

### Смерть
Скончался 10 октября 2024 года в возрасте 78 лет.

## Достижения
Ливерпуль
- Победитель Первого дивизиона (2): 1972/73, 1975/76
- Обладатель Кубка Англии (1): 1974
- Обладатель Суперкубка Англии (2): 1974, 1976
- Обладатель Кубка УЕФА (1): 1973